# Escocia en la Copa Mundial de Rugby de 2023
La selección de rugby de Escocia fue una de los 20 participantes de la Copa Mundial de Rugby de 2023 que se realizó en Francia.
Fue la décima participación del Cardo en la Copa Mundial de Rugby.

## Plantel
El 18 de agosto de 2023, Gregor Townsend anunció los 33 jugadores para el equipo de la Copa Mundial de Rugby de 2023.
El 14 de septiembre de 2023, Dave Cherry fue retirado del equipo de Escocia para la Copa del Mundo, tras sufrir una conmoción cerebral. Fue reemplazado por Stuart McInally.
| Nombre              | Posición       | Fecha de nacimiento      | Encuentros | Club                  |
| ------------------- | -------------- | ------------------------ | ---------- | --------------------- |
| Ewan Ashman         | hooker         | 3 de abril de 2000       | 9          | Edinburgh             |
| Stuart McInally     | hooker         | 9 de agosto de 1990      | 49         | Edinburgh             |
| George Turner       | hooker         | 8 de octubre de 1992     | 37         | Glasgow Warriors      |
| Jamie Bhatti        | pilar          | 8 de septiembre de 1993  | 32         | Glasgow Warriors      |
| Zander Fagerson     | pilar          | 19 de enero de 1996      | 59         | Glasgow Warriors      |
| WP Nel              | pilar          | 30 de abril de 1986      | 56         | Edinburgh             |
| Pierre Schoeman     | pilar          | 7 de mayo de 1994        | 23         | Edinburgh             |
| Javan Sebastian     | pilar          | 2 de septiembre de 1994  | 6          | Edinburgh             |
| Rory Sutherland     | pilar          | 24 de agosto de 1992     | 25         | Sin equipo            |
| Scott Cummings      | segunda línea  | 3 de diciembre de 1996   | 29         | Glasgow Warriors      |
| Grant Gilchrist     | segunda línea  | 9 de agosto de 1990      | 65         | Edinburgh             |
| Richie Gray         | segunda línea  | 24 de agosto de 1989     | 75         | Glasgow Warriors      |
| Sam Skinner         | segunda línea  | 31 de enero de 1995      | 28         | Edinburgh             |
| Luke Crosbie        | ala            | 22 de abril de 1997      | 5          | Edinburgh             |
| Rory Darge          | ala            | 23 de febrero de 2000    | 11         | Glasgow Warriors      |
| Jack Dempsey        | ala            | 12 de abril de 1994      | 12         | Glasgow Warriors      |
| Matt Fagerson       | ala            | 16 de julio de 1998      | 36         | Glasgow Warriors      |
| Jamie Ritchie       | ala            | 16 de agosto de 1996     | 43         | Edinburgh             |
| Hamish Watson       | ala            | 15 de octubre de 1991    | 58         | Edinburgh             |
| George Horne        | medio scrum    | 12 de mayo de 1995       | 23         | Glasgow Warriors      |
| Ali Price           | medio scrum    | 12 de mayo de 1993       | 63         | Glasgow Warriors      |
| Ben White           | medio scrum    | 27 de mayo de 1998       | 17         | Rugby Club Toulonnais |
| Ben Healy           | medio apertura | 29 de junio de 1999      | 3          | Edinburgh             |
| Finn Russell        | medio apertura | 23 de septiembre de 1992 | 72         | Bath Rugby            |
| Chris Harris        | centro         | 28 de diciembre de 1990  | 44         | Gloucester Rugby      |
| Huw Jones           | centro         | 17 de diciembre de 1993  | 39         | Glasgow Warriors      |
| Cameron Redpath     | centro         | 23 de diciembre de 1999  | 7          | Bath Rugby            |
| Sione Tuipulotu     | centro         | 12 de febrero de 1997    | 19         | Glasgow Warriors      |
| Darcy Graham        | wing           | 21 de junio de 1997      | 35         | Edinburgh             |
| Kyle Steyn          | Wing           | 29 de enero de 1994      | 13         | Glasgow Warriors      |
| Duhan van der Merwe | wing           | 4 de junio de 1995       | 31         | Edinburgh             |
| Blair Kinghorn      | zaguero        | 18 de enero de 1997      | 46         | Edinburgh             |
| Ollie Smith         | zaguero        | 7 de agosto de 2000      | 6          | Glasgow Warriors      |

## Partidos de preparación
| 29 de julio de 2023 | Escocia | 25 - 13 | Italia |  |  |

| 5 de agosto de 2023 | Escocia | 25 - 21 | Francia |  |  |

| 12 de agosto de 2023 | Francia | 30 - 27 | Escocia |  |  |

| 26 de agosto de 2023 | Escocia | 33 - 6 | Georgia |  |  |

## Participación

### Grupo B
| Posición | Selección | Partidos | Partidos | Partidos  | Partidos | Tries a favor | Tantos  | Tantos    | Tantos     | Puntos extra | Puntos |
| Posición | Selección | Jugados  | Ganados  | Empatados | Perdidos | Tries a favor | A favor | En contra | Diferencia | Puntos extra | Puntos |
| -------- | --------- | -------- | -------- | --------- | -------- | ------------- | ------- | --------- | ---------- | ------------ | ------ |
| 1.       | Irlanda   | 4        | 4        | 0         | 0        | 27            | 190     | 46        | +144       | 3            | 19     |
| 2.       | Sudáfrica | 4        | 3        | 0         | 1        | 22            | 151     | 34        | +117       | 3            | 15     |
| 3.       | Escocia   | 4        | 2        | 0         | 2        | 21            | 146     | 71        | +75        | 2            | 10     |
| 4.       | Tonga     | 4        | 1        | 0         | 3        | 13            | 96      | 177       | -81        | 1            | 5      |
| 5.       | Rumania   | 4        | 0        | 0         | 4        | 4             | 32      | 287       | -255       | 0            | 0      |

#### Partidos
| 10 de septiembre de 2023 | Sudáfrica | 18 – 3 | Escocia | Stade Vélodrome, Marsella |  |

| 24 de septiembre de 2023 | Escocia | 45 – 17 | Tonga | Estadio de Niza, Niza |  |

| 30 de septiembre de 2023 | Escocia | 84 – 0 | Rumania | Estadio Pierre-Mauroy, Lille |  |

| 7 de octubre de 2023 | Irlanda | 36 – 14 | Escocia | Stade de France, París |  |